# 滕州市
滕州市（とうしゅう-し）は、中華人民共和国山東省南部の棗荘市にある県級市。山東省および中国全土でも人口が最も多い県級行政区（県級市）である。歴史は古く、周代の諸侯国である滕国（とうこく）がこの地にあった。

## 地理
黄河と淮河の沖積平野である黄淮平原に位置し、東は泰沂山脈に接し、西は微山湖に臨む。市域の地勢は比較的平坦である。年平均気温は13℃、年平均降水量は773mm。
滕州は山東省の重要な食糧生産地で、主な作物はコムギやトウモロコシなど。
滕州市域内は石炭資源が豊富で、埋蔵量は60億トンに達し山東省でもトップクラスにある。ただし石炭採掘に関わる問題も起きている。

## 歴史
上古および周代のこの地には滕・薛・邾・小邾の各諸侯国があった。滕の国都の滕城は現在の滕州市街地の近くにあり、薛の国都の薛城の遺跡は滕州市街地の南30kmほどの場所に現存する。
滕州の市域内からは多くの偉人が輩出された。戦国時代の思想家・軍学者で墨家学派の始祖でもある墨子の出身地については諸説あるが、現在の滕州市にあたる邾国の「濫邑」という説がある。戦国四君の一人孟嘗君は父の田嬰が薛に封じられていた際に生まれたとされる。春秋時代末期に様々な建築用具を発明したとされる工匠の師祖の公輸盤（魯班）の故郷についても滕州にあったという考証がなされている。平原君の食客であった毛遂の生地説もあり、墓も滕州市域内にある。
秦に滕県が置かれ、漢にいったん蕃県と改名されたものの、隋に滕県が復活し、以来この名で呼ばれてきた。1988年に県が廃止され滕州市が設置された。

### 上古から隋まで
滕州付近は黄河文明の栄えた地で、先史時代より文化が発達していた。紀元前6000年ころの竪穴建物跡や土器が市の北辛街道から出土しており、この時期の文化は北辛文化と呼ばれる。
伝説では、三皇五帝の内の炎帝（神農氏）と黄帝が戦い炎帝が敗れた後、東へ進んだ黄帝は第十子を滕に封じたという。紀元前1046年、周の武王は弟の錯叔繡を滕に封じ、以来31代に亘り周王室の同姓である姫姓の王が続いたが、越王勾践により紀元前414年に滅ぼされた。戦国時代、滕の文公が王であった時期は孟子の助言に従いながら政治を行い卓抜した実績を挙げたため、「善国」と呼ばれていた。秦の始皇帝が戦国を統一した後は郡県制がしかれ、滕国および薛国はそれぞれ、滕県と薛県となった。
前漢初期、高祖は滕県を蕃県に改め、武帝は公丘県を置きました。北魏は公丘県を廃止して陽平県を置き、北斉は陽平県・薛県・合郷県・昌慮県・永興県・永福県の6県を蕃県に編入した。また沛県・高平県・南武陽県などの一部も蕃県に編入している。

### 隋唐から明清
隋の開皇6年（586年）、文帝は蕃県を滕県に改名した。開皇16年（596年）にはさらに滕郡に昇格したが、後に滕県に戻っている。唐の太宗李世民は弟の李元嬰を滕王とし滕に封じた。李元嬰は滕にいた間、政務を行わず遊びに興じ歌楽にふけっていた。洪州（現在の江西省南昌市）に移った後も遊楽を続け滕王閣を建てている。唐の元和年間に従来の県城から東へ2里の場所に新しい県城が建設された。
北宋は基本的には唐朝の地方制度を継承した。宋が南に移った後、金朝は滕県に滕陽軍を兼置した。金の大定22年（1182年）には滕陽州へと昇格し、2年後には滕州と改名され（州治は滕県に置かれた）、滕県・沛県・鄒県の3県と陶陽鎮を管轄した。
明の洪武2年（1369年）に滕州は廃止された。清の乾隆年間に湖陵県の一部が滕県に編入されている。

### 民国から現在
中華民国建国後も滕県の範囲は基本的に変わっていない。日中戦争の徐州会戦では緒戦で滕州攻略戦（滕州保衛戦）が行われたが、この地を守っていた四川省の川軍はわずか2000人ほどで日本軍と戦い貴重な時間を稼いだものの大打撃を受け、師団長の王銘章は戦死した。国民党軍の前線における戦死者としては張自忠に次ぐ高位の軍人であった。
中華人民共和国建国後の滕県は済寧専区に属した。1979年に棗荘市の管轄下に変わり、1988年3月7日に国務省の批准により省直轄の滕州市が誕生し、滕県は廃止された。

## 経済
滕州の経済は比較的発達しており、中国国内の全国経済百強県市のランキングでも50位前後に位置している。人口157万人の滕州市は棗荘地級市にある他の5つの市轄区（市中・山亭・嶧城・台児荘・薛城、5区の人口合計は206万人）を人口で圧倒しているが、GDPや財政収入の面でも圧倒しており（2004年の5区のGDP合計は168.35億人民元に対し滕州市のGDPは170.65億人民元、同じく2004年の5区の財政収入6.4億人民元に対し滕州市の財政収入は5.9億人民元）、棗荘市政府が滕州市の管轄権を手放さない主な要因となっている。

## 交通
京滬鉄道が市を南北に縦断し、また河川は京杭大運河につながっている。京台高速公路は市街地東部を通り、G104国道が市街地を横切っている。また、東沙河鎮に京滬高速鉄道の滕州東駅が開業した。

## 行政区画
5街道、16鎮を管轄する。
- 街道：荊河街道、竜泉街道、北辛街道、善南街道、東沙河街道
- 鎮：南沙河鎮、洪緒鎮、大塢鎮、浜湖鎮、級索鎮、西崗鎮、姜屯鎮、鮑溝鎮、張汪鎮、官橋鎮、柴胡店鎮、羊荘鎮、木石鎮、界河鎮、竜陽鎮、東郭鎮

## 教育
- 棗荘科技職業学院
- 滕州一中
- 滕州二中

## 観光・文化
墨子国際研究センターと中国墨子学会が滕州市に本拠を置く。
- 全国重点文物保護単位：薛城遺址
- 毛遂墓
- 竜泉塔
- 荊河公園
- 滕国故城
- 善国文公台
- 孟嘗君陵園
- 墨子紀念館
- 漢書像石館
- 滕州博物館
- 王学仲芸術館
- 中外酒瓶博物館
- 浜湖萬畝紅荷湿地

滕州は墨子の故郷であると主張している。孔子の故郷の曲阜市や孟子の故郷の鄒城市にも近く、儒教の影響が色濃く教育熱心な土地柄である。
滕州の特徴的な食文化は羊肉湯・煎餅・菜煎餅・辣湯・粥・糝（シャ）などがある。特に粥は豆を使ったもので朝食などに食べられ、他の地方とは異なった意義を持つ。